# عبد الکوری
عبد الکوری (به عربی: جزیرة عبد الکوری) یک جزیره در یمن است.

## خصوصیات
عبد الکوری ۱۳۳ کیلومترمربع مساحت و ۴۵۰ نفر جمعیت دارد.